# Тихонов, Виктор Николаевич
Ви́ктор Никола́евич Ти́хонов (укр. Віктор Миколайович Тихонов; 5 марта 1949, Щётово, Ворошиловградская область — 29 августа 2020, Симферополь) — украинский политик, глава Луганского облсовета, народный депутат Верховной Рады Украины, вице-премьер Украины (2010—2011).

## Образование
В 1978 году окончил Ворошиловградский машиностроительный институт, экономический факультет, экономист, «Бухгалтерский учёт в промышленности»; в 1998 году — Луганский институт внутренних дел, юрист.
В 2003 году защитил в Национальном университете внутренних дел кандидатскую диссертацию «Проблемы права и государства в творческом наследстве П. Б. Юркевича и современность».

## Дипломатическая деятельность
С 22 августа 2011 по 26 ноября 2012 года — Чрезвычайный и Полномочный Посол Украины в Республике Беларусь.

## Общественная и научная деятельность
- Член Координационного совета по вопросам местного самоуправления (сентябрь 1998 — декабрь 2000);
- сопредседатель Конгресса местных и региональных властей Украины;
- президент Украинской ассоциации местных и региональных властей;
- доцент кафедры теории и истории государства и права Луганской академии внутренних дел им. 10-летие независимости Украины;
- председатель Национального совета Союза лидеров местных и региональных властей Украины (с июля 1999 г.).
- Избран депутатом Луганского облсовета (март 2006).

## Трудовая деятельность
В 1965—1971 годах работал слесарем на ПО «Ворошиловградтепловоз».
В 1969—1971 годах служба в рядах Советской армии, в/ч 77895 Одесского военного округа в Одессе.
В 1971—1975 годах — старший инженер-технолог ПО «Ворошиловградтепловоз», в 1975—1976 годах — старший инженер-нормировщик, в 1976—1978 годах начальник планово-экономического бюро, в 1978—1979 годах — начальник бюро труда и заработной платы, в 1979—1980 годах заместитель начальника управления труда и заработной платы.
В 1980—1986 годах — начальник управления труда и заработной платы, в 1986—1988 годах — председатель профкома, в 1988—1990 годах — секретарь парткома КПСС ПО «Ворошиловградтепловоз».
В 1990—1991 годах — 1 секретарь Луганского горкома КПУ.
После запрета Компартии властями Украины в 1991—1992 годах работал 1 заместителем генерального директора Луганской государственной товарно-сырьевой компании «Луганскглавсбыт».
В 1992—1994 годах — директор по экономике, в 1994—1995 годах — генеральный директор Луганской швейной фабрики «Стиль».

## Политическая деятельность
В 1990—1994 годах — Народный депутат Верховного совета Украины 1 созыва (Октябрьский избирательный округ № 52, Луганская область). Член Комиссии по вопросам экономических реформы и управлению народным хозяйством. Результаты выборов: 1 тур: явка 69 %, за В.Тихонова подано 26 %. 2 тур: явка 62,3 %, за В.Тихонова 48,2 %. 3 соперника.
В 1995—1998 годах — 1 заместитель председателя Луганской облгосадминистрации. В 1998—2000 годах — сопредседатель Конгресса местных и региональных властей Украины; президент Украинской ассоциации местных и региональных властей; Доцент кафедры теории и истории государства и права Луганской академии внутренних дел им. 10-летия независимости Украины; Глава Национального совета Союза лидеров местных и региональных властей Украины. С 2003 года — Генеральный директор Луганского землячества Киева.
В 1998—2006 годах — депутат и глава Луганского облсовета. Член Координационного совета по вопросам местного самоуправления. Один из главных организаторов Всеукраинского съезда народных депутатов и депутатов местных советов 28 ноября 2004 года в Северодонецке.
В 2006 году стал Народным депутатом Украины 5 созыва от Партии регионов, № 8 в списке. Член фракции Партии регионов, заместитель председателя Комитета по вопросам государственного строительства, региональной политики и местного самоуправления, Глава Комитета по вопросам государственного строительства, региональной политики и местного самоуправления.
Народный депутат Украины 6-го созыва с ноября 2007 по март 2010 от Партии регионов № 19 в списке. Во время выборов: народный депутат Украины, член ПР. Член фракции Партии регионов (с ноября 2007 г.). Член Комитета по бюджету (с декабря 2007). Сложил депутатские полномочия 11 марта 2010 года.
В 2010—2011 годах — вице-премьер-министр Украины по вопросам региональной политики. Выступал за федерализацию государственного устройства Украины. В 2011 году в должности посла Украины отправлен в Республику Беларусь.
С ноября 2012 года — Народный депутат Украины 7 созыва от Партии регионов, избран по одномандатному мажоритарному округу № 113 в Луганске, набрав 60,18 % голосов избирателей.
3 июня 2014 года вышел из фракции Партии Регионов и со 2 июля состоял в депутатской группе «За мир и стабильность». Подвергался преследованиям со стороны властей Украины. Переехал в аннексированный Крым.
Один из 148 депутатов Верховной Рады Украины, подписавших обращение в Сейм Республики Польша с просьбой признать геноцидом поляков события «национально-освободительной войны Украины 1942—1944 годов». Этот шаг первый Президент Украины Леонид Кравчук квалифицировал как национальное предательство.

## Награды и отличия
- 1986 — Медаль «За трудовое отличие»
- 1997 — Орден «За заслуги» ІІІ степени (21 августа 1997 года) — за личный вклад в развитие экономики области, решения вопросов социальной защиты малообеспеченных категорий граждан[10]
- 1997 — Академик Международной академии информатизации
- 1999 — Государственный служащий 1-го ранга[11]
- 1999 — Академик Инженерной академии Украины
- 1999 — Академик Украинской муниципальной академии
- 1999 — Орден «За заслуги» ІІ степени (14 октября 1999 года) — за весомый личный вклад в социально-экономическое развитие Луганской области, совершенствования деятельности органов местного самоуправления[12]
- 1999 — Орден Дружбы (22 декабря 1999 года, Россия) — за большой вклад в развитие и укрепление российско-украинского сотрудничества в области транспортного машиностроения[13]
- 2001 — Почётная грамота ВР Украины
- 2002 — Орден «За заслуги» І степени (22 августа 2002 года) — за значительный личный вклад в государственное строительство, многолетний добросовестный труд и высокий профессионализм[14]
- 2004 — Почётная грамота Кабинета министров Украины[15]

## Опубликованные работы
Автор и соавтор около 20 научных работ, в частности книг:
- 2003 — «Идеи П. Д. Юркевича в государстве и правое в контексте современности» (автор).
- 2002 — «Методологические аспекты достижения социально-экономической самодостаточности региона» (соавтор).
- 2003 — «Президент Украины и государственная, региональная и муниципальная политика: Сборник материалов и документов» (соавтор).
- 2004, 2010 — «Манифест федерализма, или путь к демократическому государству» (автор)[16]
- 2005 — «Как нас судили» (автор)[17]
- 2007 — «Выбираем Отечество» (автор)[18]

## Семья
Жена Лариса Александровна (1947). Сын Дмитрий (1968), дочери-двойняшки Татьяна и Виктория (1973).